# Irakli Abašidze
Irakli Abašidze (10. září 1909, Choni – 14. ledna 1992, Tbilisi) byl gruzínský básník.

## Život
Od roku 1928 začal vydávat svá díla. V roce 1939 vstoupil do KSSS. Během Druhé světové války bojoval v předních liniích. Byl členem Akademie věd Gruzínské SSR (1960), v letech 1953–1967 předseda Svazu spisovatelů Gruzie. V letech 1975-1979 byl šéfredaktorem gruzínské sovětské encyklopedie (svazky I-XII). Od roku 1971 do roku 1990 byl předsedou Nejvyšší rady gruzínské SSR. Hrdina socialistické práce v roce 1979.

## Díla (některá)
- Po stopách Rustaveliho
- Gurie kvete